# Raadhuis van Graft
Het Raadhuis van Graft is een voormalig raadhuis aan de Raadhuisstraat 24 in het Noord-Hollandse dorp Graft. Het gebouw werd in 1613 gebouwd in de stijl van de renaissance. Het gebouw doet sinds 1970, het jaar dat Graft en De Rijp samen de gemeente Graft-De Rijp vormden, geen dienst meer als raadhuis. Het oude raadhuis bleef wel dienst doen als trouwlocatie. Het pand bestaat gedeeltelijk uit hout- en uit steenbouw.

## Geschiedenis
De totstandkoming van het raadhuis gaat terug op een ruzie tussen Graft en De Rijp, die samen in een banne zaten. De Rijp was de rijkste plaats van de twee, maar Graft lag centraler en de banne was ook vernoemd naar de laatste plaats. De twee plaatsen zijn uiteindelijk bij de Staten van Holland en West-Friesland terecht gekomen om een splitsing van het rechtsgebied af te dwingen. Omdat de Staten dit niet wenselijk vonden, beslisten deze om het nieuwe raadhuis op de grens van de twee plaatsen te bouwen. Het gebouw werd uiteindelijk in 1606 gerealiseerd nabij de oliemolen van Jan IJsbrantsz. Men besloot tevens dat de secretaris naast het raadhuis zou gaan wonen. Dit betekende dat de secretaris uit het centrum van het dorp moest verhuizen, naar een plek waar indertijd vrijwel niemand woonde. In 1612 besloot de Grafter gemeenschap om een eigen raadhuis te bouwen. Op 2 januari besloten de schepenen en het vroedschap tot de bouw van een nieuw raadhuis. Tijdens deze vergadering in de Grafter kerk besloot men ook om het raadhuis naast de kerk te bouwen.
De bouw begon nog datzelfde jaar, 1612. De opening vond plaats op 26 januari 1614. Om de kosten te kunnen dragen werd in een van de eerste vergaderingen besloten om een extra belasting te heffen. Het raadhuis is uiteindelijk niet gebruikt door werknemers van de gemeente. Het deed alleen dienst als plek waar de gemeenteraad vergaderde en waar rechters recht konden spreken. Mogelijk huisde het pand ook de Grafter Waag, net zoals in De Rijp. Wie het raadhuis heeft ontworpen is niet bekend; er zijn vermoedens dat het een leerling was van Lieven de Key of Hendrick de Keyser.
Gedurende de 19e eeuw verarmde de gemeente Graft, waardoor onderhoud aan het raadhuis verminderde. Rond 1900 werd ook de topgevel aan de straatzijde verwijderd, waren de ramen van de begane grond dichtgemetseld en leek sloop niet uitgesloten. Architect J.F.L. Frowein restaureerde het pand gedurende 1909 en 1910. In 1928-29 werd het pand opnieuw gerestaureerd; nu werden verrotte balkeinden en sleutelstukken vervangen. Na 1970 werd het pand niet meer als raadhuis gebruikt. Die functie is overgegaan naar het raadhuis van De Rijp.

## Exterieur

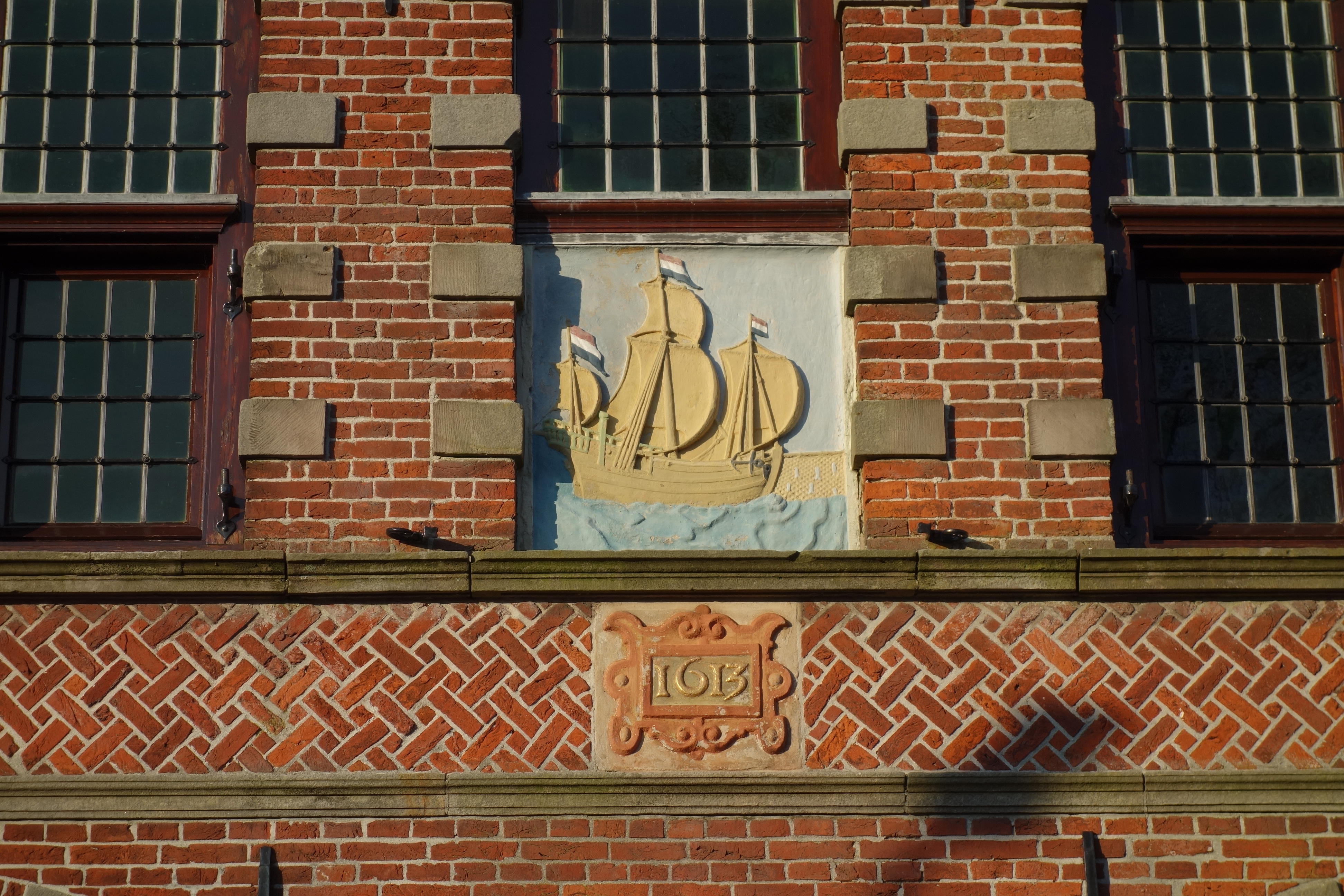
Twee gevelstenen in de zuidelijke gevel

Het raadhuis is opgetrokken in helder rode bakstenen en kent drie topgevels, alle trapgevels, met pilasters en uitspringende natuurstenen blokken. De trapgevels worden van de puien gescheiden door friesen met siermetselwerk. Twee friesen, in de westelijke en zuidelijke gevel, worden afgesloten door leeuwenkoppen. De boogtrommels, gebogen velden boven de vensters, zijn voorzien van versieringen in de stijl van architect en beeldhouwer Hendrick de Keyser. Hij was de eerste die engelenkopjes toepaste.
Op alle drie de bovenste trappen staat een leeuw die het wapen van Prins Maurits, toenmalig stadhouder, vasthoudt. In de middelste trapgevel, aan de straatzijde, is boven de ingang een gevelsteen aangebracht met daarin het wapen van Graft; een schild met een boom waarvoor een koe staat. Boven deze steen in het fries, een gevelsteen met daarin Prins Maurits. Op de onderste trappen staan twee personificaties, eentje stelt Justitia voor en de ander Prudentia. Samen vormen zij de twee kenmerken van goed bestuur.
In de gevel aan de zuidzijde is een gevelsteen geplaatst met daarop een boot. Dit verwijst naar de rijkdom die Graft verkreeg met haringvangst en de walvisvaart.

## Interieur
Het raadhuis bestaat uit twee ruimtes. Op de begane grond bevindt zich een kantoorruimte met open haard. Het plafond heeft een netgewelf, dat samen met een aparte raveling de haardplaats van de eerste verdieping ondersteunt.
De eerste verdieping is te bereiken via een spiltrap. Op de eerste verdieping bevond zich in de 19e eeuw een aparte ruimte, afgescheiden door separatieschotten, waarin het archief bewaard werd. De rest van de ruimte werd gebruikt als raadzaal. In de raadzaal staat een tribune waarin publiek plaats kon nemen. In de ruimte staat een originele bolpoottafel. In deze ruimte zijn de overige meubels en de wandbetimmering niet origineel. Frowein heeft deze ruimte tijdens de restauratie van 1909-10 gereconstrueerd.

## Vergelijkbare raadhuizen
Het raadhuis van Graft kent een aantal raadhuizen die vergelijkbaar zijn in opzet, vorm en architectuur. Het gaat hierbij om de volgende raadhuizen:
- Raadhuis van De Rijp
- Raadhuis van Grootschermer
- Raadhuis van Jisp

Alle vier de raadhuizen stammen uit de 17e eeuw en zijn gebouwd in de stijl van de (Hollandse) renaissance.

## Foto's

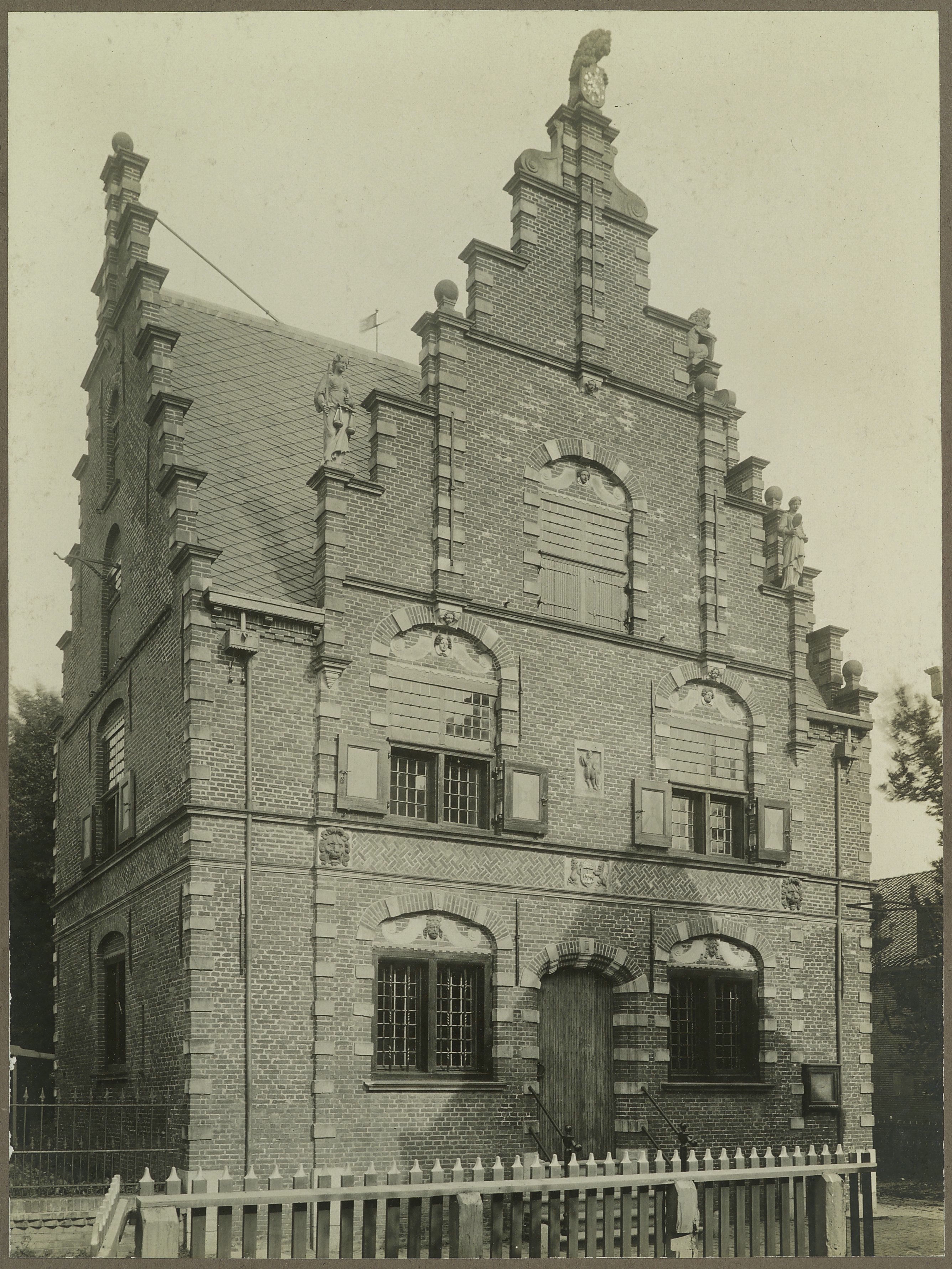
De voorgevel van het raadhuis in 1916
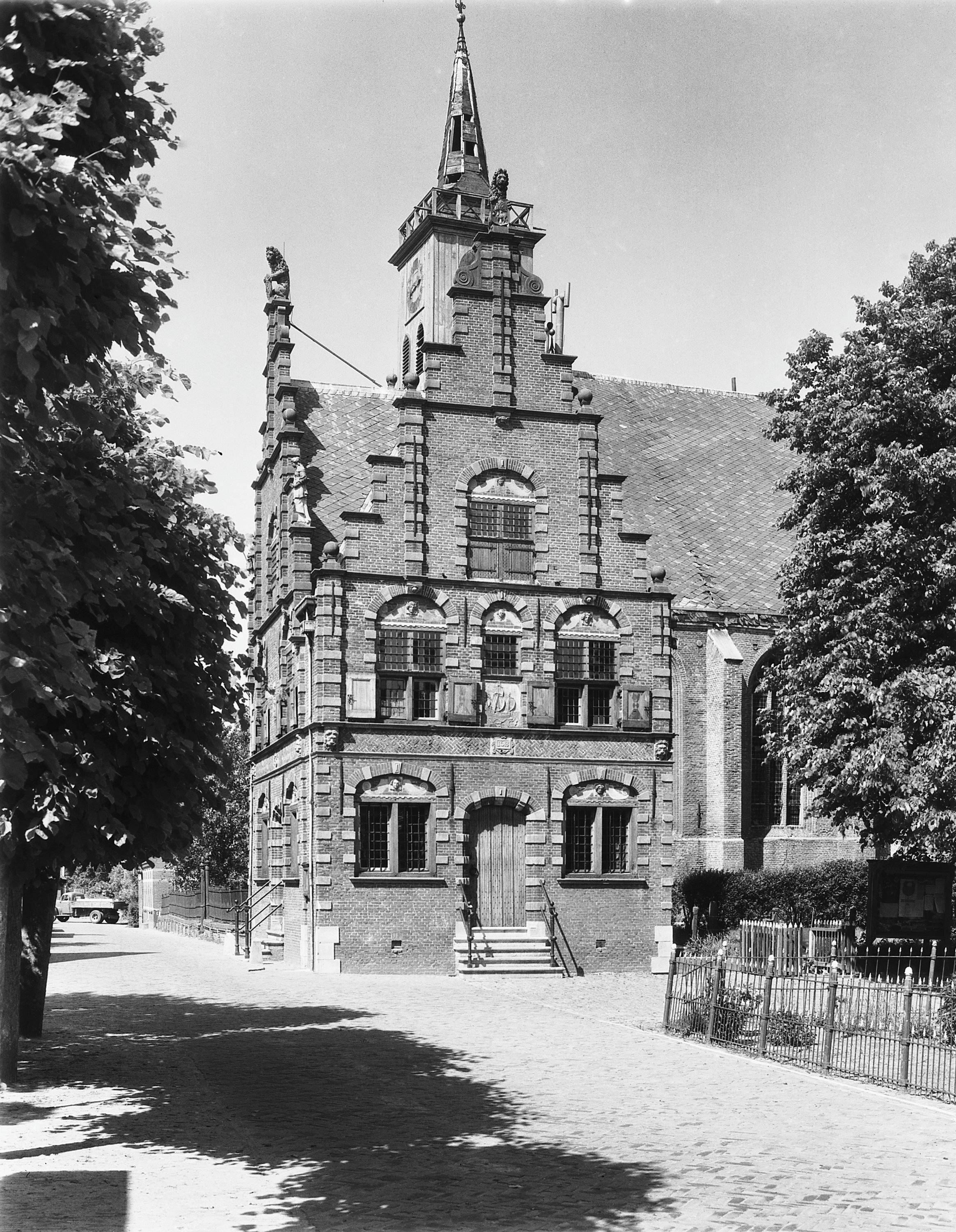
Het raadhuis met op de achtergrond de (later gesloopte) Hervormde Kerk
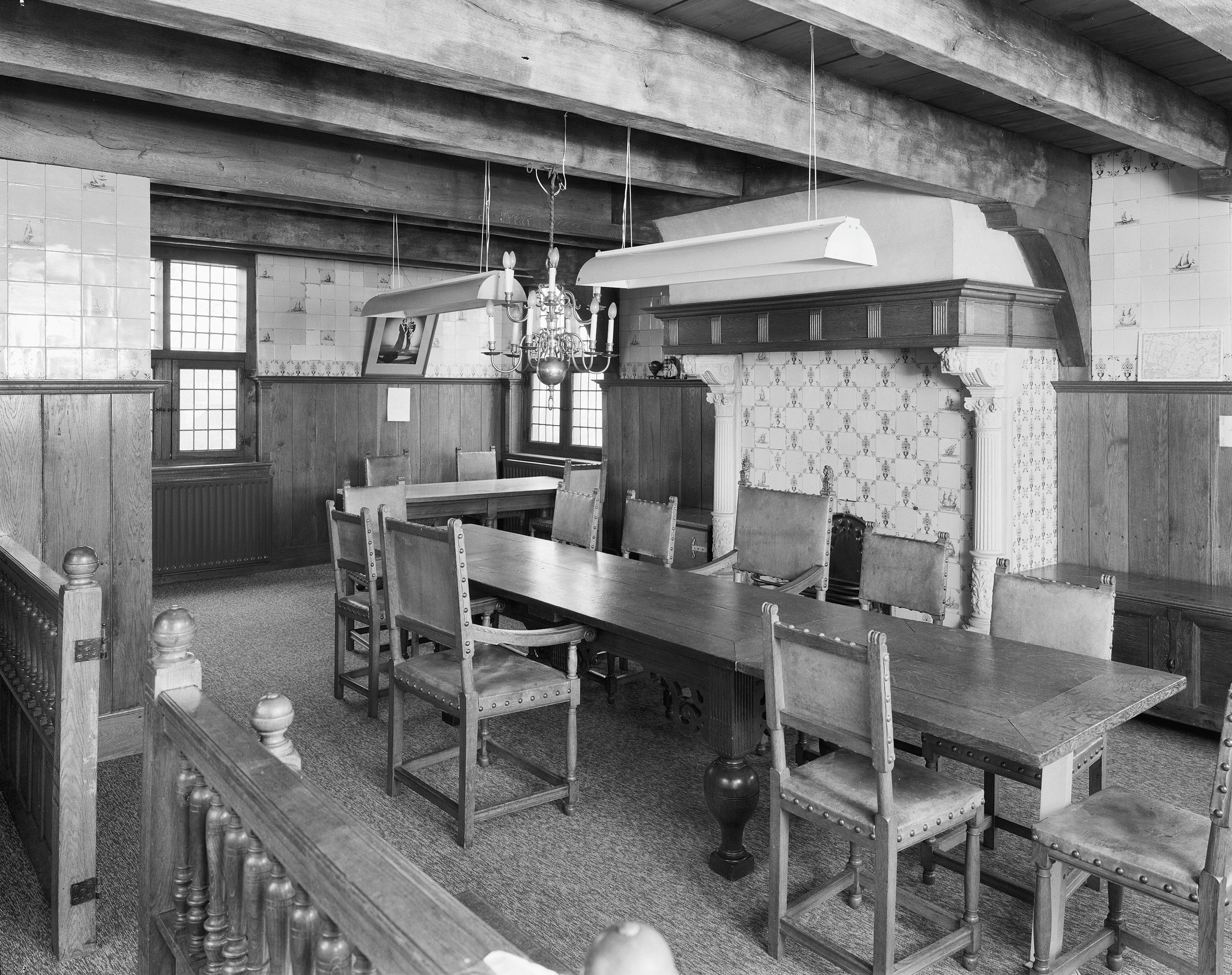
Kamer op de eerste etage in 1978
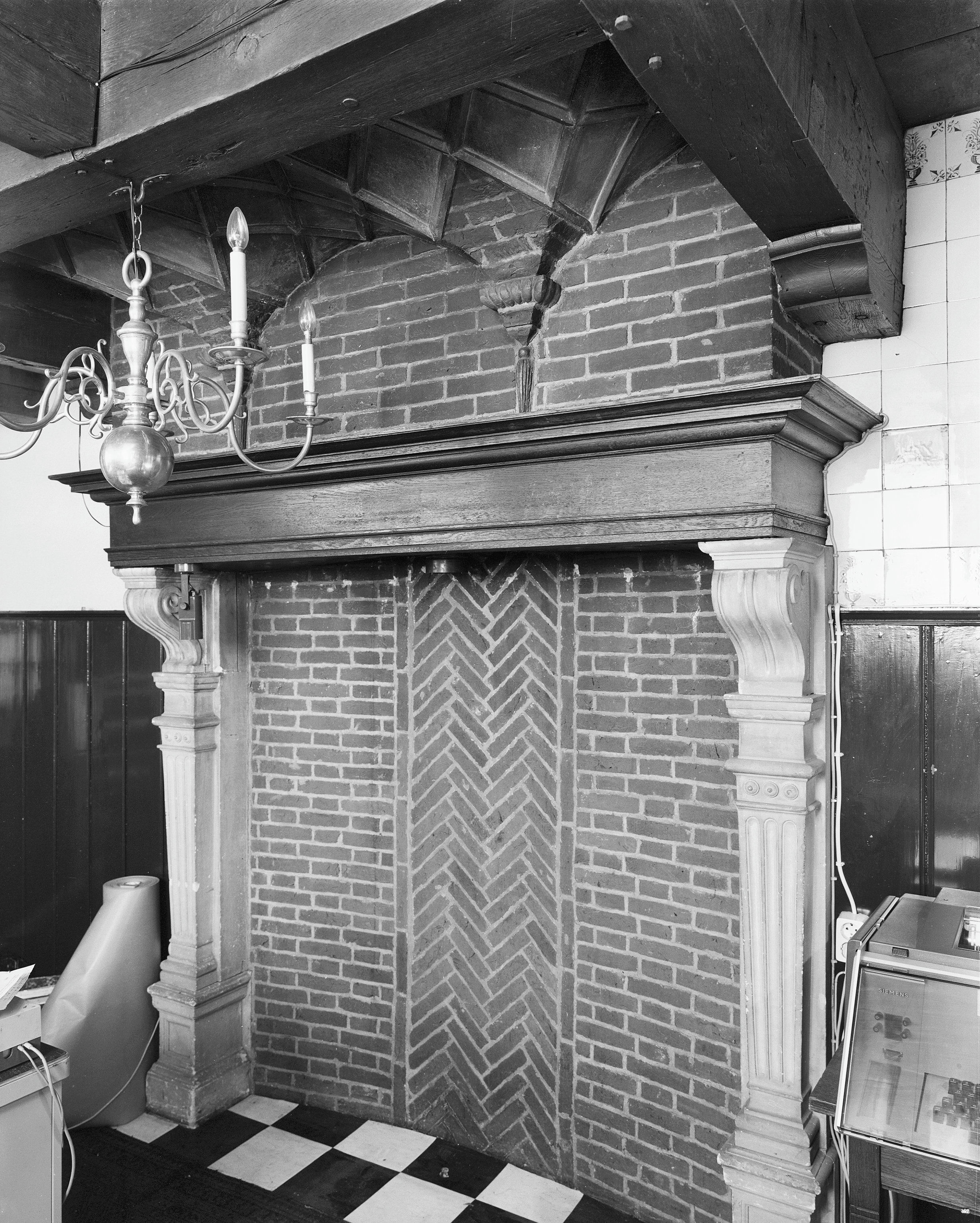
Schouw op de begane grond, eveneens in 1978